# Lantero (Illano)
Lantero (Llanteiro en asturiano y oficialmente) es un pequeño pueblo con apenas 14 vecinos que se encuentra en la ribera del Río Navia, en la parroquia de Bullaso, concejo de Illano (Asturias), a unos 100 metros sobre la ladera.
En esta parte el río forma una curva pronunciada, que se observa desde Gío
Tiene como lindes más cercanos Bullaso aguas arriba, Sarzol por encima, y Herías sobre la pendiente posterior de Carondio.
Al otro lado del río se encuentra Illano, por el que se puede acceder a través de un puente colgante que atraviesa el Río Navia, muy mal conservado en la actualidad.
También se puede llegar desviándose de la AS-12 por Doiras, siguiendo este trayecto son unos 18 kilómetros por una carretera rural que se debe hacer despacio, apreciando un paisaje realmente bello.
Es un pueblo típico de ribera, su vegetación es de monte bajo con: uces, carqueixas, toxos, carballos, castiñeiros, vidueiros, acebos.
El pueblo está habitado por mucha gente mayor que trabajan pequeños huertos, pequeñas fincas (leiras ), aún se puede ver plantado centeno, patatas, berzas, y muchos árboles frutales.